# Kanovaren op de Olympische Zomerspelen 2016 – K-2 200 meter mannen
De K-2 200 meter mannen op de Olympische Zomerspelen 2016 vond plaats op woensdag 17 en donderdag 18 augustus 2016. Regerend olympisch kampioen was Rusland, dat in Rio de Janeiro de titel niet verdedigde. Er werden twee series geroeid, waarbij de snelste kano zich direct plaatste voor de A-finale. De overige duo's plaatsten zich voor de halve finales, met de gouden finale op 18 augustus 2016.

## Resultaten

### Series

#### Serie 1
| rang | naam                                  | land             | tijd   |    |
| ---- | ------------------------------------- | ---------------- | ------ | -- |
| 1    | Saúl Craviotto Cristian Toro          | Spanje           | 31.161 | Q  |
| 2    | Sándor Tótka Peter Molnar             | Hongarije        | 31.438 | HF |
| 3    | Liam Heath Jon Schofield              | Groot-Brittannië | 31.534 | HF |
| 4    | Ronald Rauhe Tom Liebscher            | Duitsland        | 31.572 | HF |
| 5    | Sergej Tokarnytskyi Andrej Yerguchyov | Kazachstan       | 33.807 | HF |
| 6    | Choi Mink-yu Cho Gwang-hee            | Zuid-Korea       | 33.825 | HF |
| 7    | Alberto Ricchetti Mauro Crenna        | Italië           | 34.000 | HF |

#### Serie 2
| rang | naam                               | land      | tijd   |    |
| ---- | ---------------------------------- | --------- | ------ | -- |
| 1    | Aurimas Lankas Edvinas Ramanauskas | Litouwen  | 31.755 | Q  |
| 2    | Nebojša Grujić Marko Novaković     | Servië    | 31.776 | HF |
| 3    | Sébastien Jouve Maxime Beaumont    | Frankrijk | 31.855 | HF |
| 4    | Ryan Cochrane Hugues Fournel       | Canada    | 32.749 | HF |
| 5    | Edson Silva Gilvan Ribero          | Brazilië  | 33.021 | HF |
| 6    | Daniel Bowker Jordan Wood          | Australië | 34.246 | HF |

### Halve finales

#### Halve finale 1
| rang | naam                                  | land       | tijd   |   |
| ---- | ------------------------------------- | ---------- | ------ | - |
| 1    | Sándor Tótka Peter Molnar             | Hongarije  | 32.138 | Q |
| 2    | Sébastien Jouve Maxime Beaumont       | Frankrijk  | 32.526 | Q |
| 3    | Ryan Cochrane Hugues Fournel          | Canada     | 33.494 | Q |
| 4    | Choi Mink-yu Cho Gwang-hee            | Zuid-Korea | 33.767 | B |
| 5    | Sergej Tokarnytskyi Andrej Yerguchyov | Kazachstan | 35.151 | B |

#### Halve finale 2
| rang | naam                           | land             | tijd   |   |
| ---- | ------------------------------ | ---------------- | ------ | - |
| 1    | Liam Heath Jon Schofield       | Groot-Brittannië | 31.899 | Q |
| 2    | Ronald Rauhe Tom Liebscher     | Duitsland        | 32.061 | Q |
| 3    | Nebojša Grujić Marko Novaković | Servië           | 32.513 | Q |
| 4    | Edson Silva Gilvan Ribero      | Brazilië         | 33.359 | B |
| 5    | Alberto Ricchetti Mauro Crenna | Italië           | 34.318 | B |
| 5    | Daniel Bowker Jordan Wood      | Australië        | 34.845 | B |

### Finales

#### Finale B
| rang | naam                                  | land       | tijd   |  |
| ---- | ------------------------------------- | ---------- | ------ |  |
| 9    | Choi Mink-yu Cho Gwang-hee            | Zuid-Korea | 33.812 |  |
| 10   | Edson Silva Gilvan Ribero             | Brazilië   | 33.992 |  |
| 11   | Daniel Bowker Jordan Wood             | Australië  | 35.334 |  |
| 12   | Sergej Tokarnytskyi Andrej Yerguchyov | Kazachstan | 35.427 |  |
| 13   | Alberto Ricchetti Mauro Crenna        | Italië     | 35.516 |  |

#### Finale A
| rang   | naam                               | land             | tijd   |  |
| ------ | ---------------------------------- | ---------------- | ------ |  |
| Goud   | Saúl Craviotto Cristian Toro       | Spanje           | 32.075 |  |
| Zilver | Liam Heath Jon Schofield           | Groot-Brittannië | 32.368 |  |
| Brons  | Aurimas Lankas Edvinas Ramanauskas | Litouwen         | 32.382 |  |
| 4      | Sándor Tótka Peter Molnar          | Hongarije        | 32.412 |  |
| 5      | Ronald Rauhe Tom Liebscher         | Duitsland        | 32.488 |  |
| 6      | Nebojša Grujić Marko Novaković     | Servië           | 32.656 |  |
| 7      | Sébastien Jouve Maxime Beaumont    | Frankrijk        | 32.699 |  |
| 8      | Ryan Cochrane Hugues Fournel       | Canada           | 32.767 |  |